# Tethus Regio
La Tethus Regio è una struttura geologica della superficie di Venere.